# 恰尼日
50°5′1″N 24°41′19″E / 50.08361°N 24.68861°E
恰尼日（烏克蘭語：Чаниж），是烏克蘭西部的村莊，隸屬利維夫州的佐洛奇夫區。該村始建於1476年，面積2.62平方公里，海拔高度214米，2001年人口683，人口密度每平方公里260.4人。